# Página Dos
Página Dos es un programa de televisión de España, emitido por Televisión Española en su cadena La 2. Está especializado en literatura. Presentado por el periodista Óscar López, empezó su emisión el 4 de noviembre de 2007 con una entrevista al escritor Carlos Ruiz Zafón. Desde entonces, han pasado por este espacio literario escritores como los Premios Nobel de literatura, José Saramago, Orhan Pamuk, Svetlana Alexievich y Mario Vargas Llosa. También autores de renombre internacional como Paul Auster, Ana María Matute, Karl Ove Knausgard, Javier Marías, Isabel Allende, Ken Follett, Margaret Atwood, Lobo Antunes, Eduardo Mendoza, Siri Hustvedt, Arturo Pérez Reverte, Almudena Grandes, Enrique Vila-Matas, Ian McEwan o Asa Larsson. También ha dado voz a nuevos talentos que con el tiempo han consolidado su carrera literaria, como Dolores Redondo, Antonio Orejudo, Jordi Soler, Camilla Läckberg o Juan Gabriel Vásquez.

## Historia y secciones
Inicialmente se emitía los domingos por la noche, hasta que en 2015 y con la excusa de la emisión de su programa número 300 pasó a emitirse los sábados, estrenando algunas secciones. Desde 2016 se incorpora a la franja cultural del canal emitiéndose junto a La mitad invisible los martes por la noche.
Una de las secciones del programa entrevista a personajes de diversos ámbitos profesionales y se les pregunta por sus hábitos literarios. Por esta sección han pasado actores como Tim Robbins, Maribel Verdú, Aitana Sánchez-Gijón o Imanol Arias; deportistas como Gemma Mengual, Andoni Zubizarreta y Pedro Martínez de la Rosa; artistas como Manolo Valdés y Javier Mariscal; músicos como Joaquín Sabina o Santiago Auserón; periodistas como Iñaki Gabilondo, Julia Otero y Montserrat Domínguez, entre otros. Destaca también una sección donde Desirée de Fez hace crítica de cine de adaptaciones de obras literarias.
En no tratarse de un programa grabado en plató, se han realizado ediciones del mismo en espacios como bibliotecas, librerías y en ciudades como Nueva York, San Petersburgo, Buenos Aires, Londres, Viena, París, Reikiavik, Roma y el círculo polar ártico.

## Premios y reconocimientos
- Premio Nacional de Fomento de la Lectura 2012 otorgado por el Ministerio de Cultura
- Premio Atlántida
- Premio Clarín de Oviedo
- Premio de la Feria del Libro de Sevilla
- Premio de Fomento de la lectura de la Federación de Gremios de Editores de España.[12]